# Calappidae
Calappidae is een familie van de superfamilie Calappoidea uit de infraorde krabben en omvat de volgende geslachten:.

## Geslachten
- Acanthocarpus Stimpson, 1871
- Calappa Weber, 1795
- Calappula Galil, 1997
- Cryptosoma Brullé, 1839
- Cycloes De Haan, 1837
- Cyclozodion Williams & Child, 1989
- Mursia G. Desmarest, 1823
- Paracyclois Miers, 1886
- Platymera H. Milne Edwards, 1837

### Uitgestorven
- Calappella † Rathbun, 1919
- Calappilia † A. Milne-Edwards, 1873
- Mursilata † C.-H. Hu & Tao, 1996
- Mursilia † Rathbun, 1918
- Mursiopsis † Ristori, 1889
- Stenodromia † A. Milne-Edwards, 1873
- Tutus † Collins, Portell & Donovan, 2009